# Ghissignies
 Ghissignies  es una población y comuna francesa, en la región de Norte-Paso de Calais, departamento de Norte, en el distrito de Avesnes-sur-Helpe y cantón de Le Quesnoy-Est.

## Demografía
| 353 | 339 | 322 | 354 | 359 | 423 |
| Para los censos de 1962 a 1999 la población legal corresponde a la población sin duplicidades (Fuente: INSEE [Consultar]) |     |     |     |     |     |